# Bœurs-en-Othe
Bœurs-en-Othe és un municipi francès, situat al departament del Yonne i a la regió de Borgonya - Franc Comtat. L'any 2007 tenia 320 habitants.

## Demografia

### Població
El 2007 la població de fet de Bœurs-en-Othe era de 320 persones. Hi havia 128 famílies, de les quals 40 eren unipersonals (12 homes vivint sols i 28 dones vivint soles), 48 parelles sense fills, 32 parelles amb fills i 8 famílies monoparentals amb fills.
La població ha evolucionat segons el següent gràfic:
Habitants censats

### Habitatges
El 2007 hi havia 224 habitatges, 140 eren l'habitatge principal de la família, 81 eren segones residències i 3 estaven desocupats. Tots els 220 habitatges eren cases. Dels 140 habitatges principals, 129 estaven ocupats pels seus propietaris, 7 estaven llogats i ocupats pels llogaters i 4 estaven cedits a títol gratuït; 2 tenien una cambra, 12 en tenien dues, 16 en tenien tres, 38 en tenien quatre i 72 en tenien cinc o més. 124 habitatges disposaven pel capbaix d'una plaça de pàrquing. A 77 habitatges hi havia un automòbil i a 51 n'hi havia dos o més.

### Piràmide de població
La piràmide de població per edats i sexe el 2009 era:
| Homes | Edats   | Dones |
| ----- | ------- | ----- |
| 0     | 95 o +  | 0     |
| 4     | 90 a 94 | 0     |
| 0     | 85 a 89 | 8     |
| 0     | 80 a 84 | 16    |
| 8     | 75 a 79 | 8     |
| 0     | 70 a 74 | 0     |
| 8     | 65 a 69 | 0     |
| 24    | 60 a 64 | 16    |
| 8     | 55 a 59 | 4     |
| 12    | 50 a 54 | 16    |
| 4     | 45 a 49 | 4     |
| 8     | 40 a 44 | 4     |
| 8     | 35 a 39 | 4     |
| 12    | 30 a 34 | 16    |
| 16    | 25 a 29 | 12    |
| 0     | 20 a 24 | 4     |
| 4     | 15 a 19 | 0     |
| 12    | 10 a 14 | 12    |
| 4     | 5 a 9   | 12    |
| 8     | 0 a 4   | 12    |

## Economia
El 2007 la població en edat de treballar era de 192 persones, 121 eren actives i 71 eren inactives. De les 121 persones actives 109 estaven ocupades (62 homes i 47 dones) i 12 estaven aturades (3 homes i 9 dones). De les 71 persones inactives 40 estaven jubilades, 12 estaven estudiant i 19 estaven classificades com a «altres inactius».

### Ingressos
El 2009 a Bœurs-en-Othe hi havia 120 unitats fiscals que integraven 278,5 persones, la mediana anual d'ingressos fiscals per persona era de 18.216 €.

### Activitats econòmiques
Dels 12 establiments que hi havia el 2007, 2 eren d'empreses de construcció, 3 d'empreses de comerç i reparació d'automòbils, 1 d'una empresa d'informació i comunicació, 1 d'una empresa immobiliària, 4 d'empreses de serveis i 1 d'una entitat de l'administració pública.
Dels 3 establiments de servei als particulars que hi havia el 2009, 1 era un guixaire pintor, 1 empresa de construcció i 1 agència immobiliària.
L'any 2000 a Bœurs-en-Othe hi havia 18 explotacions agrícoles que ocupaven un total de 1.612 hectàrees.

## Poblacions més properes
El següent diagrama mostra les poblacions més properes.